# Lagidium viscacia tontalis
La vizcacha de la sierra o chinchillón (Lagidium viscacia tontalis) es una de las subespecies en que se subdivide la especie Lagidium viscacia, un roedor de la familia de las chinchillas. Se distribuye en el oeste del Cono Sur de Sudamérica.

## Taxonomía
Esta subespecie fue descrita originalmente como una buena especie en el año 1921 por el mastozoólogo británico Michael Rogers Oldfield Thomas, bajo la combinación científica de Lagidium tontalis.
En 1940, J. R. Ellerman la combinó como Lagidium viscaccia tontalis, un nombre ortográficamente incorrecto.
Holotipo
El holotipo designado es el catalogado como: B.M. N°.21.6.21.39. Se trata de una hembra adulta, la que fue colectada por Emilio Budín (número de campo original 1303) el 2 de febrero de 1921. Fue depositado en el Museo Británico y luego transferido al Museo de Historia Natural, de Londres.
Localidad tipo
La localidad tipo referida es: “Sierra del Tontal, una cadena de montañas con orientación norte-sur, situada a unos 60 kilómetros al oeste de la ciudad de San Juan. Colección realizada en el paraje Los Sombreros, una estancia a una altitud de unos 2700 msnm, a 35 kilómetros al noroeste de Pedernal, provincia de San Juan, Argentina”.
Etimología
Etimológicamente, el término subespecífico tontalis es un topónimo que refiere a la “terra typica” del ejemplar que sirvió para describir al taxón: la sierra del Tontal.
Relaciones filogenéticas
El zoólogo y paleontólogo español —nacionalizado argentino— Ángel Cabrera sinonimizó a este taxón en Lagidium viscacia famatinae, sin argumentar alguna razón para hacerlo.

## Distribución
Esta subespecie se distribuye de manera endémica en el sudoeste de la provincia de San Juan, centro-oeste de la Argentina.

## Características
Este taxón posee un tamaño bastante grande, similar al de L. v. viatorum, pero la región interorbital es menos amplia. Comparado con Lagidium viscacia famatinae, L. v. tontalis es decididamente menor y su hocico es más esbelto. La longitud de la cabeza y el cuerpo es de 395 mm; el largo de la cola es de 340 mm; el largo del pie es de 100 mm; la longitud de la oreja es de 83 mm. Muestra grandes ojos oscuros y orejas siempre erectas, largas, protegidas por pelos. A ambos lados del hocico exhibe muy largas vibrisas, rígidas, oscuras, las que apuntan hacia abajo y hacia atrás. Tanto sus molariformes como sus incisivos crecen en forma continua.
Posee un pelaje suave, denso y lanoso, el cual exhibe un patrón cromático dorsal (incluida la cabeza) gris pálido, el que pasa en los lados a un tono más gris-ratón; en los hombros y en la grupa el gris es más pálido. Contrasta con el color dorsal una línea longitudinal vertebral negruzca bien definida desde la cruz hasta la grupa.
Ventralmente, los extremos de los pelos son visiblemente amarillos (próximo al tono “rebeco”), en lugar de ser ocráceos o canela-bayos, como en L. v. viatorum. Parches axilares blancos presentes pero incospicuos.
Todas sus extremidades tienen 4 dedos; las almohadillas plantares son las únicas zonas desnudas de pelaje de todo su cuerpo. Las anteriores son más cortas, y sus débiles uñas no le sirven para cavar. Las posteriores son mayores y cuentan con fuerte musculatura y largos pies, que le permite escapar de sus predadores saltando entre las rocas.
La cola es alargada y está cubierta por pelos largos, gris canosos, los que en su parte dorsal muestran mayor longitud y rigidez, concluyendo en su extremo en un mechón con forma de pincel, el cual es más oscuro, pero no negro. Esta, normalmente, se encuentra doblada hacia arriba; solamente la libera de esa posición cuando se desplaza entre las rocas, en razón de que cumple una función de balance para mantener la estabilidad durante sus grandes saltos.

## Historia natural
Muchos de los aspectos de su historia de vida se conocen poco o aún son especulativos, por lo que mayores estudios científicos se necesitan. 
Hábitat
Esta subespecie vive en altitudes comprendidas entre los 2200 y los 3500 m s. n. m.. Sus hábitats característicos siempre poseen abundantes rocas y vegetación no arbórea, rala, incluso desértica; especialmente prefieren acantilados, bardas aisladas, roquedales de cañadones y fuertes pendientes y enclaves rocosos que emergen de altiplanicies, siempre en ambientes agrestes. 
Hábitos
Posee hábitos diurnos, con mayor actividad en las primeras y últimas horas del día. Es de costumbres gregarias, viviendo en grupos familiares o colonias. Cada individuo o pareja defiende un pequeño territorio, el cual se centra en la grieta entre las rocas que utilizan como guarida y una superficie de su derredor, la que incluye un área con tierra suelta que es empleada como revolcadero para empolvar su pelaje con el objetivo de que este conserve sus cualidades aislantes. También suele contar con una plataforma rocosa o balcón de descanso, donde toma baños de sol y sobre el cual la pareja realiza entre sí sesiones de espulgamiento y acicalamiento. Para mantenerse comunicados o alertar la presencia de posibles predadores, emiten una serie de sonidos de contacto y alarma.
Dieta y depredadores
Se alimenta solamente de vegetales, en especial de gramíneas. Durante el invierno no hibernan; frente a temporadas de frío riguroso pueden descender altitudinalmente buscando mejores condiciones de vida.
Entre sus posibles predadores se encontrarían el puma (Puma concolor), el zorro colorado andino (Lycalopex culpaeus andinus) y grandes aves rapaces de hábitos diurnos, en especial el águila mora (Geranoaetus melanoleucus).
Reproducción
Se conoce muy poco de sus hábitos de cría. La temporada reproductiva abarcaría desde la primavera hasta el fin del verano. La hembra podría ser poliéstrica, pudiendo parir 2 o 3 veces cada año, si las condiciones le son propicias. Luego de un periodo de gestación de entre 120 y 140 días, dentro de su refugio entre las rocas da a luz a una única cría (raramente 2), la que ya nace con buen desarrollo, los ojos abiertos y la capacidad de complementar con vegetales la lactancia materna, la cual dura unos 60 días. Al llegar su peso a 1 kg, alcanza su madurez sexual, esto ocurre entre los 7 y los 12 meses de vida.
Conservación
Su captura por los humanos fue mayor en el pasado. Es cazada solo localmente, para aprovechar su carne y, en menor medida, su piel, de escasa calidad y valor comercial. Al poseer un hábitat poco utilizable desde el punto de vista agropecuario, no ha sido alterado, por lo cual el estado de conservación de sus poblaciones no presentaría problemas. Es protegida en el parque nacional El Leoncito.